# Canal de Lapalud et Jarras
Ce canal d'une longueur de 22 km peut être décomposé en deux :
- le canal de Lapalud (9 km) alimenté par l'Arros et par pompage dans l'Adour
- le canal du Jarras (13 km) dont l'exutoire est l'Adour sur la commune de Gée-Rivière.

Les deux sont dimensionnés pour un droit d'eau de 1 m3/s.